# Respect (episodio de Wilfred)
«Respect» (En español: «Respeto») es el quinto episodio de la primera temporada de la serie de televisión de humor negro Wilfred. Fue estrenado originalmente el 21 de julio de 2011 en Estados Unidos por FX. En el episodio Wilfred revela una extraordinaria capacidad cuando Ryan le lleva a un hospicio para los voluntarios.

## Cita del comienzo
"Busca el respeto sobre todo de ti mismo porque es el primero que surge desde dentro" - Steven Coogler

## Argumento
Mientras Jenna y Ryan desayunan, se encuentran con el amigo de ella, Nick, quién se destaca por su labor de actividades caritativas. Wilfred le pide que le de queso, pero Ryan se lo niega, es entonces que se le aleja de la mesa y Ryan va tras el, es ahí donde se da cuenta de que no hace nada más en su vida que cuidar a Wilfred, poco después llega una mujer pidiendo una petición para colaborar con el Hopicio del sur de venice, y ella le sugiere que deje la parte de "dirección" en blanco, Ryan se preocupa al parecer un "vagabundo". Al día siguiente se dirigen hacia el hospicio y convence a Wilfred que será bien ayudar con servicio público. Estando adentro, una encargada del lugar dice no tenerle confianza a Wilfred, pues cree que es "malo", Ryan intenta conversela de que no es así. Momentos después suben a la azotea a fumar, donde Ryan admite que hace todo eso solo para que la gente piense que es buena persona, cuando Wilfred no logra convencerlo se va a dormir. Más tarde, una persona de ahí muere y Wilfred estaba encima de él, al principio Ryan pensó que estaba siendo irrespetuoso, pero una enfermera comenta que Wilfred "percibió" que el hombre fallecería y decidió quedarse sus últimos momentos con él.
Más tarde, Ryan le comenta a Jenna sobre lo que hizo Wilfred, ella se asombra y se siente orgullosa de ambos. Jenna invita a cenar a Ryan y el acepta entonces Jenna se marcha a hacer una ensalada. Wilfred pide queso de nuevo y Ryan se lo niega, Wilfred dice que no piensa asistir de nuevo en el hospicio, y sin el no sería tan respetado como lo es, Ryan se ve forzadamente a entregarle el queso. Al día siguiente en el hospicio la encargada se alegra de que volviera, Wilfred parece estar muy bien entre todos los habitantes del lugar, Entonces llega la mujer que previamente se había quejado de Wilfred, la encargada comenta que el nombre de esa mujer es Ruby y que actúa así debido a que un terremoto le quitó a su familia. Más tarde acompaña a la señora Miller, pero ella no fallece y se empieza a dudar del "don" de Wilfred. Ryan le pide explicaciones a Wilfred, este solo se dirige al cuarto de medicamentos, donde con una llave que se le "otorgó" toma medicamentos para utilizarlo como droga. Después, al ver que no falleció la señora Miller, Ryan le pide a Wilfred irse y afirma que él es un mentiroso y engaño a todos y se sale de la habitación, segundos después la Sra. Miller fallece, Ryan entra antes de que todos lleguen a la habitación y alcanza a ver como quita una almohada de la cara de la Sra. Mieller.
En casa Ryan se pone furioso al reclamarle a Wilfred que el no tiene un don y que solo mató a esa mujer, Jenna llega y le platica a Ryan sobre la idea de ponerlo como el héroe de la semana en el noticiero para el cual ella trabaja. En el hospicio Ryan se arrepiente, pronto todos los habitantes de lugar se emocionan con la llegada de Wilfred, Ruby vuelve a exclamar que Wilfred tiene algo malo, La encargada dice que "alguien" saqueo medicinas del almacén, entonces ella se marcha, y Wilfred la sigue, en eso, Jenna pide a Ryan que pase a la entrevista. Mientras les da instrucciones, se ve a alguien caer por fuera, la encargada se asusta al saber que es Ruby.
Ryan se sube a la azotea y ve a Wilfred, deduce que él fue quien la lanzó desde la azotea, el responde que lo hizo por ambos, luego comienzan a discutir, Ryan se baja y grita que tiene algo que decir, antes de dejar hablar a Ryan le muestran una carta de suicidio de Ruby.  Jenna ve una historia aún mayor que la de Wilfred, y quiere hacer la historia de Ruby creyendo que ella robo grandes cantidades de medicamentos y luego se suicidó por la culpa.
Más tarde bromea Wilfred con Ryan acerca de que si mato o no a la Señora Miller.

## Recepción

### Audiencia
Según el sitio Tvbynumbers el episodio fue visto por 1.44 millones de personas en su estreno original en Estados Unidos

### Recepción crítica
Rowan Kaiser de The A.V Club dio al episodio un "B+" comentando: "No es solo Wilfred quien toma el programa a un lugar oscuro. El Personaje de Jones es un poco apagado, pero la sorpresa más grande es Jenna. Anteriormente, solo una buena persona y un objeto de deseo de Ryan, se vuelve horrible al final. El personaje de Jones dice que la prensa negativa acerca de un suicidio personal puede forzar el hospicio de los negocios, a la que Jenna responde "Lo sé. Me siento muy, muy mal. ¡Vamos en vivo!" Es un movimiento interesante, porque se necesita Jenna fuera de la clase de" chica perfecta espacial "que habita en la mente de Ryan y Wilfred y le hace una persona real. Y una mala persona.
Matt Richenthal de TV Fanatic dio al episodio un 3.2 sobre 5 comentando: "Me hizo disfrutar cuando él golpeó los perdigueros de oro, pero la parte lógica de mi no puedo dejar de cuestionar ciertas escenas. Por ejemplo: ¿alguien habría visto si Wilfred entró a robar drogas del armario de suministros? La idea es que él es solo un perro, solo Ryan lo ve como un ser humano, ¿no? Pero Wilfred menudo toma acciones que un perro nunca podría tomar físicamente."